# Antoine Vergote
Antoine Vergote, né en 1921 à Courtrai, et mort le 10 octobre 2013 est un psychanalyste, philosophe et théologien belge.
Prêtre de l'Église catholique romaine, il a été professeur à la Katholieke Universiteit Leuven (l'Université catholique de Louvain néerlandophone, à Louvain). Il alliait des compétences dans trois domaines qu'il croisait dans une anthropologie pluri-disciplinaire : la psychanalyse et la psychologie religieuse, la philosophie (phénoménologie et herméneutique), la théologie. 
Il a publié de nombreux articles — notamment ses contributions aux "Colloques Castelli", dont les actes étaient publiés chez Aubier — et plusieurs ouvrages, notamment sur les rapports entre la psychanalyse et la foi chrétienne. Ancien élève de Jacques Lacan, il a contribué à faire entrer la psychanalyse dans le monde de l'université catholique de Louvain.
Il a été fondateur, avec Jacques Schotte et Alphonse De Waelhens de l'École belge de psychanalyse.

## Ouvrages (sélection)
- La psychanalyse, science de l'homme (en collaboration) (Charles Dessart, 1970)
- Psychologie religieuse (Charles Dessart, 1971)
- Interprétation du langage religieux (éd. du Seuil, 1974)
- Dette et désir (éd. du Seuil, 1978)
- La psychanalyse à l'épreuve de la sublimation(éd. du Cerf 1997)
- Modernité et christianisme (éd. du Cerf 1999)
- Humanité de l'homme, divinité de Dieu (2007).